# Лучице (Фојница)
Лучице је насељено место у Босни и Херцеговини у општини Фојница. Административно припада Федерацији Босне и Херцеговине, односно њеном Средњобосанском кантону. Према попису становништва из 2013. у насељу је било 134 становника, а већинску популацију у насељу чинили су Хрвати.

## Становништво
По последњем службеном попису становништва из 2013. године у овом насељу живело је 134 становника, а село је било етнички хетерогено са мешовитом хрватско-бошњачком већином.
| Националност | 2013. | 1991.        | 1981.        | 1971.        |
| Бошњаци      | —     | 124 (43,06%) | 89 (33,21%)  | 35 (15,56%)  |
| Хрвати       | —     | 155 (53,82%) | 179 (66,79%) | 188 (83,56%) |
| Срби         | —     | 1 (0,34%)    | 0            | 2 (0,88%)    |
| Југословени  | —     | 7 (2,43%)    | 0            | 0            |
| остали       | —     | 1 (0,34%)    | 0            | 0            |
| Укупно       | 134   | 288          | 268          | 225          |